# 雞飯粒

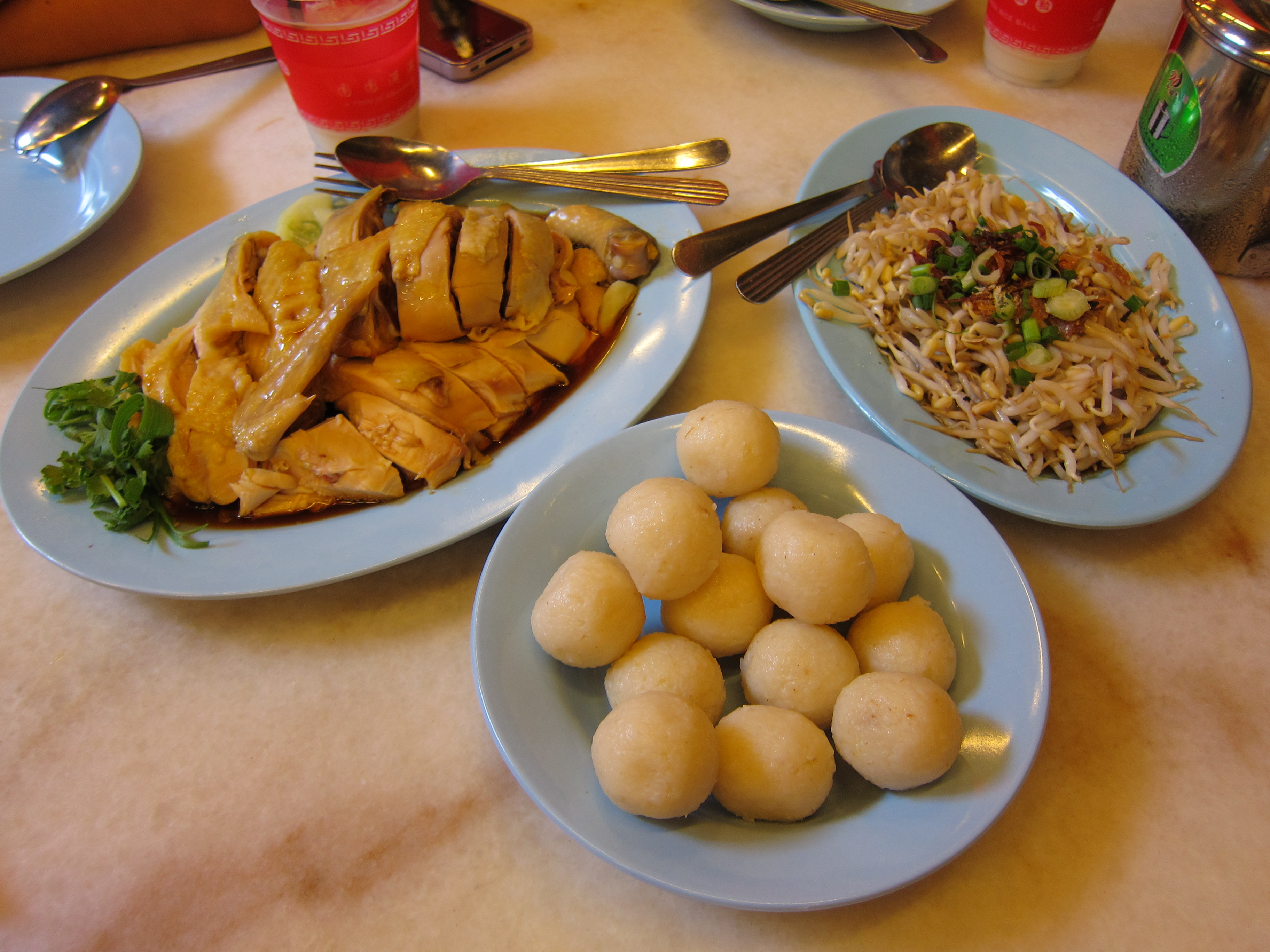
下方圓形的飯糰為雞飯粒

雞飯粒為馬來西亞馬六甲的一道美食，是一種把米飯和雞高湯一起煮熟後，然後再把米飯緊緊地揉合成乒乓球的形狀，再配上白斬雞一起食用，所以又名乒乓飯。這種把海南雞飯揉合成球形才食用的方法，只有在馬來西亞的馬六甲以及巴生、麻坡才能找到，是當地的代表美食。
主要是在雞飯剛熟成時，米飯的水分和膠質還有餘溫時，利用飯的黏性將其搓成團狀，吃之前再淋上黑醬油配上雞肉一同入口。據說這是海南人在每逢過年過節時，祭祖酬神時必備的供品，海南文昌人將其稱為「飯珍」，萬寧人則稱為「飯貢」，搓成球形，是祈求生命中的圓滿與團圓。後來華工南下南洋進行販售時，也將海南雞飯搓成球形飯糰，方便以扁擔的形式沿街販售，也方便勞工們直接以手抓食，現在這種球形的雞飯粒已成為馬六甲的代表性美食。
除了把飯弄成飯糰之外，其食用方法和在馬來西亞其他地方的海南雞飯沒什麼差異，都是雞飯配上白斬雞、切片黃瓜和辣椒醬一起使用。